# Emil Hildebrand
Henrik Robert Teodor Emil Hildebrand,  född 22 oktober 1848 i Stockholm, död 24 augusti 1919 i Stockholm, var en svensk historiker och riksarkivarie. Han var son till Bror Emil Hildebrand och Anna Mathilda Ekecrantz samt bror till Hans Hildebrand och Albin Hildebrand. Han gifte sig 1876 med Julia Anna Wilhelmina Centerwall.
Hildebrand blev 1867 student vid Uppsala universitet, 1872 filosofie kandidat och 1875 filosofie doktor, inskrevs samma år som extra ordinarie amanuens i Riksarkivet samt utnämndes 1880 till lektor i modersmålet, historia och geografi vid Högre realläroverket på Norrmalm (Norra Real) och 1901 till riksarkivarie. Han tog avsked från riksarkivarietjänsten 1916. Hildebrand införde proveniensprincipen som grund för den svenska arkivvården. Han drev även fram viktiga förändringar inom riksarkivet.
Han blev 1889 ledamot av Vitterhetsakademien, var 1896–1902 sekreterare i Kgl. Samfundet för utgivande av handskrifter rörande Skandinaviens historia, tilldelades 1896 av Svenska Akademien Kungliga priset ("Karl Johans pris") för historiskt författarskap och blev 1908 ledamot av Vetenskapsakademien. Han blev 1913 ledamot av Vetenskapssocieteten i Uppsala.
Hildebrand var 1880 en av stiftarna av Svenska historiska föreningen och var 1881–1905 redaktör för den av föreningen utgivna Historisk tidskrift.

## Skrifter (urval)
- Engelska samhällsförhållanden före den normandiska eröfringen [Diss. Uppsala universitet, 1875]
- Svenska statsförfattningens historiska utveckling från äldsta tid till våra dagar (Norstedt, 1896)
- Gustaf Vasa och Berend von Melen (1902)
- Svensk stats- och samhällskunskap, lärobok för realskolan och högre folkskolor (Norstedt, 1909) Fulltext

Översättning
- Friedrich von Hellwald: Jorden och dess folk : allmän geografi (Die Erde und ihre Völker) (Fritze, 1878)

## Priser och utmärkelser
- 1847 – Ledamot av Kungliga Vetenskapsakademien
- 1889 – Ledamot av Vitterhetsakademien
- 1896 – Kungliga priset
- 1913 – Ledamot av Kungliga Vetenskaps-Societeten i Uppsala